# Карл фон Залм-Райфершайт-Райц
Карл Боромеус Йозеф Франц де Паула Йоахим Рихард фон Залм-Райфершайт-Райц (на немски: Karl Borromäus Joseph Franz de Paula Joachim Richard 1.Fürst und Altgraf zu Salm-Reifferscheidt-Raitz, на чешки: Karel Josef Salm Reifferscheidt; * 3 април 1750, Виена; † 16 юни 1838) е от 1790 г. 1. княз и алтграф също имперски граф на Залм-Райфершайт-Райц.

## Живот
Той е третият син на граф и алтграф Антон Йозеф Франц фон Залм-Райфершайт-Райц (1720 – 1769) и съпругата му графиня Мария Анна фон Рогендорф (1718/1726 – 1807), дъщеря на граф Карл Лудвиг Йозеф фон Рогендорф (1682 – 1753) и графиня Каролина Анна Доротия Палфи аб Ердьод (1689 – 1759). Брат е на кардинал Франц II Ксавер фон Залм-Райфершайт (1749 – 1822), княжески епископ на Гурк (1784 – 1822).
Баща му Антон е възпитател на кайзер Йозеф II и рицар на Ордена на Златното руно.
Карл следва философия, право и архитектура в Париж. На 8 юни 1775 г. във Виена той се жени за принцеса Паулина Мария Франциска де Паула фон Ауершперг (* 11 декември 1752, Виена; † 13 септември 1791, Бърно), дъщеря на 5. княз Карл Йозеф Антон фон Ауершперг (1720 – 1800) и графиня Мария Йозефа Траутсон фон Фалкенщайн (1724 – 1792). От брака си имат две деца.
На 12 октомври 1790 г. Карл е издигнат на княз. След смъртта на съпругата му той се жени на 1 или 2 май 1792 г. за графиня Мария Антония Паар (* 5 декември 1768; † 25 октомври 1838), дъщеря на 2. княз Йохан Венцеслаус Паар (1744 – 1812) и принцеса Мария Антония фон и цу Лихтенщайн (1749 – 1813). Бракът е бездетен.
Карл умира на 88 години на 16 юни 1838 г. През 1838 г. титлата княз получава внукът му Хуго Карл Едуард фон Залм-Райфершайт (1803 – 1888).

## Деца
Карл и Паулина Мария Франциска де Паула фон Ауершперг имат двама сина:
- Франц Йозеф Антон Карл Хуго фон Залм-Райфершайт-Райц (* 1 април 1776, Виена; † 31 март 1836, Виена), наследстен граф и алтграф, женен женен на 6 септември 1802 г. за графиня Мария Йозефа МкКафри от Кеанморе (1775 – 1836), дъщеря на граф Роберт МкКафри и графиня Мария Анна фон Блюмеген
- Франц Антон (* 1 април 1776; † ок. 1776), близнак, алтграф